# 토니 미올라
안토니오 마이클 "토니" 미올라(Antonio Michael "Tony" Meola, 1969년 2월 21일 ~ )는 미국의 축구 선수, 감독이다.

## 같이 보기
- A매치 100경기 이상 출전한 축구 선수 명단